# Chester Stock
Chester Stock  (* 28. Januar 1892 in San Francisco, Kalifornien; † 7. Dezember 1950) war ein US-amerikanischer Paläontologe.

## Leben
Stock war der Sohn deutscher Einwanderer (sein Vater stammte aus Bad Orb, seine Mutter aus der Gegend von Bremerhaven). Sein Vater hatte einen Spirituosenladen, wurde aber durch das Erdbeben 1906 in San Francisco schwer getroffen. Stock studierte ab 1910 an der University of California, Berkeley, zunächst Medizin und dann unter dem Einfluss von John C. Merriam Paläontologie. Wie Merriam befasste er sich vor allem mit fossilen Säugern (in Rancho La Brea und verschiedenen Fundstellen an der Pazifikküste und im Great Basin). 1914 erwarb er seinen Bachelor-Abschluss und 1917 wurde er über pleistozäne Säuger-Funde in der Hawver Höhle promoviert. Danach befasste er sich vor allem mit Riesenfaultieren aus Rancho La Brea, worüber er 1925 bei der Carnegie Institution veröffentlichte, zu der Merriam von Berkeley als Präsident gewechselt war und deren Research Associate Stock von 1926 bis 1944 war. Als Merriam 1921 Präsident der Carnegie Institution wurde, übernahm Stock als dessen Assistent zunächst die Lehre der Wirbeltier-Paläontologie in Berkeley als Assistant Professor. 1926 wechselte er an das Caltech, wo er mit J. P. Buwalda die Fakultät für Geowissenschaften aufbaute. 1947 übernahm er von Buwalda den Vorsitz der Fakultät. Außerdem war er, da er sich mit den La Brea Fossilien befasste, eng mit dem dortigen Museum in Los Angeles verbunden, dessen Senior Curator für Geowissenschaften er ab 1939 war und dessen Chef-Kurator er 1948 bis 1950 war.
1939 war er Gastprofessor an der University of California, Los Angeles und 1943 bis 1945 beim US Geological Survey im Raum Los Angeles und forschte ab 1948 für den USGS über tertiäre Faunen in der Mohave-Wüste.
Neben Kalifornien und Nevada war er ab 1935 viel zu Feldforschungen in Mexiko.
1945 war er Präsident der Paleontological Society, 1947 der Society of Vertebrate Paleontology und 1951 Präsident der Geological Society of America. Er war seit 1948 Mitglied der National Academy of Sciences, seit 1946 der American Philosophical Society und seit 1941 der American Academy of Arts and Sciences.